# 볼프강 고개
볼프강 고개(Wolfgang Pass)는 스위스 그라우뷘덴주의 스위스 알프스 동부에 있는 해발 1,632m의 높은 산길이다.
클로스터스와 다보스를 연결하고, 다보스가 고개와 거의 수평을 이룬다. 통과 도로의 최대 경사도는 10%이며, 연중 내내 개방되어 있다.
1890년부터 래티셰 철도의 노선도 이 고개를 가로지르게 되었다.
이 고개는 비교적 낮은 산길로 역사적으로 남쪽에 인접한 스칼레타 고개를 통해 국제 무역에 사용되었으며, 나중에는 1868년부터 플뤼엘라 고개를 가로질러 새로 건설된 도로를 통해 사용되었다. 이 도로는 오늘날 겨울에는 여전히 폐쇄되어 있으며, 운전자는 이 도로를 이용해야 한다. 페라이나 터널을 통과하는 자동차 셔틀 열차(또는 율리어 고개를 통해 긴 우회로 운전)을 이용할 수밖에 없다.